# Stadion JFK

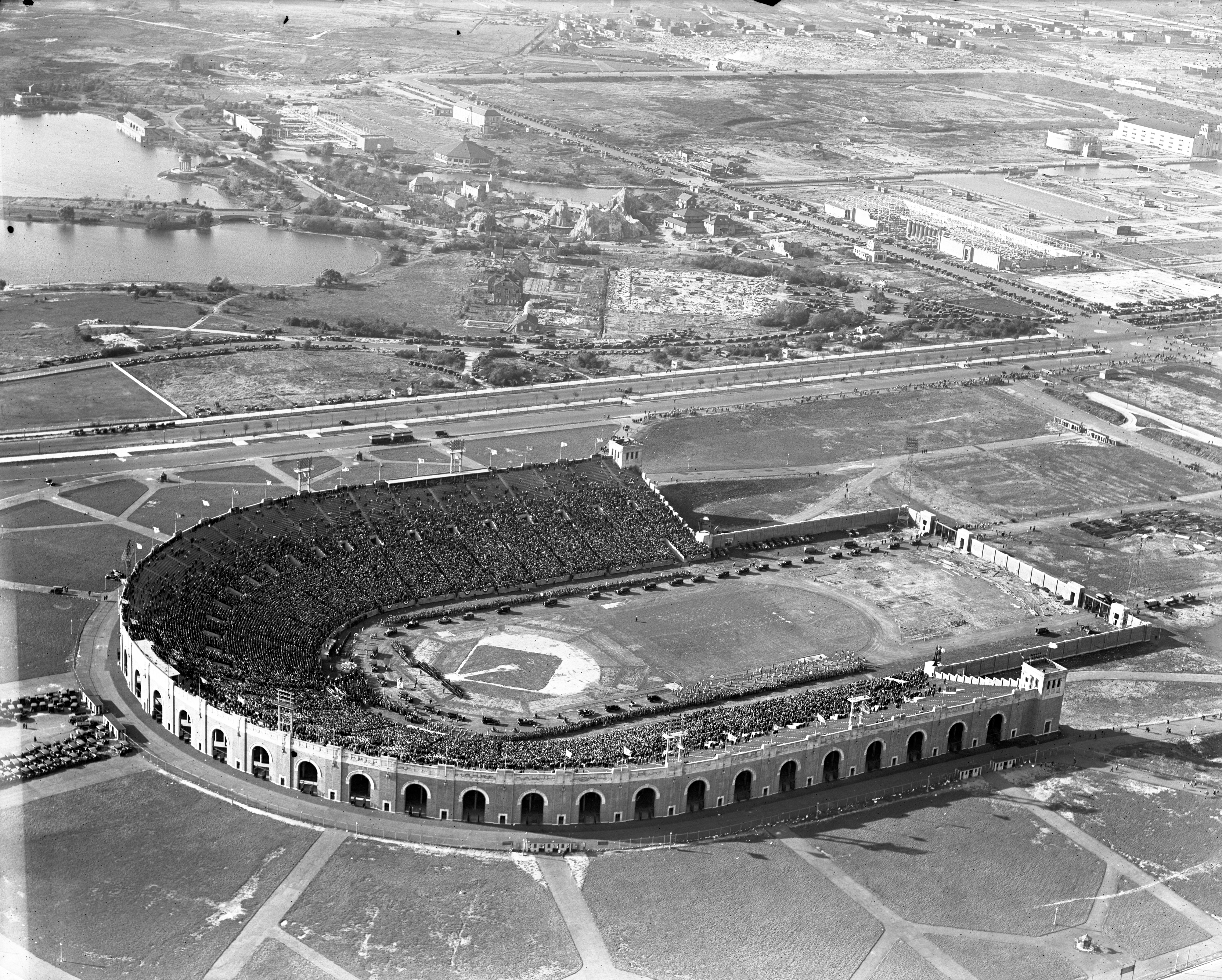
Stadion JFK w 1927

Stadion im. Johna F. Kennedy’ego – istniejący w latach 1926–1992 wielofunkcyjny stadion w Filadelfii o wysokości 34 m i długości – 94 m. Znajdował się w Południowej Filadelfii po wschodniej stronie Broad Street, naprzeciwko sportowego kompleksu. Na mecze futbolu amerykańskiego mógł pomieścić 102.000 ludzi. Zbudowano go z betonu, kamienia i cegły.

## Historia stadionu
Stadion został zbudowany w 1926 r. jako część międzynarodowej wystawy. W 1964 r. – rok po zamordowaniu prezydenta USA Johna F. Kennedy’ego nadano mu jego imię. 23 września 1992 r. stadion został zburzony.

## Wydarzenia sportowe
W 1926 po otwarciu stadionu rozegrał na nim swój pierwszy mecz zespół amerykańskiej ligi futbolowej Philadelphia Quakers. Mecz zakończył się zwycięstwem zespołu. W 1931 mecz miał tutaj zespół Frankford Yellow Jackets. W 1933 na stadionie grał zespół Philadelphia Eagles. W 1939 rozegrano mecz St Joe Prep – Northeast. W 1958 rozegrano mecz Hamilton Tiger-Cats – Ottawa Rough Riders (dochód z meczu przeznaczono na cele charytatywne).  W 1959 na stadionie rozegrano mecz Penn State z drużyną Alabamy. W 1970 i 1980 piłkarze Philadelphii Eagles ćwiczyli na obiekcie przed meczami, ale rozgrywki ostatecznie rozegrano na Veterans Stadium. W 1974 na stadionie ćwiczył zespół Philadelphia Bell World Football League. 31 maja 1976 na obiekcie odbył się mecz Anglii z USA.
Na stadionie odbywały się także wydarzenia niezwiązane z piłką nożną. W 1952 mistrz świata wagi ciężkiej Rocky Marciano walczył na obiekcie z Jerseyem Joe Walcottem. Walka zakończyła się znokautowaniem Walcotta przez Marciano i zdobyciem tytułu mistrza wagi ciężkiej. W 1957 odbył się wyścig NASCAR, który wygrał Bob Welborn.
Na rok 1994 planowano na stadionie Mistrzostwa Świata w Piłce Nożnej 1994, jednak w 1992 stadion został zburzony.

## Koncerty
Na stadionie koncertowały następujące gwiazdy światowego formatu:
- The Beatles
- Judy Garland
- The Rolling Stones (supportowali ich: Bob Marley, Peter Tosh i Dickey Betts)
- The Who
- Peter Frampton
- Lynyrd Skynyrd
- The J Geils Band
- Dickey Beats
- Pink Floyd
- Genesis (koncert z akompaniamentem laserowego pokazu)
- Santana
- Bruce Hornsby z zespołem The Range

Na stadionie planowany był koncert Led Zeppelin w ramach amerykańskiej trasy koncertowej w 1977 r. Z powodu śmierci syna Roberta Planta koncert został odwołany.
Na stadionie odbywały się też zbiorowe imprezy. 4 czerwca 1983 r. odbył się koncert Journey, w którym udział wzięli: Bryan Adams, The Tube, Sammy Hagar i John Mellencamp.
13 lipca 1985 r. na stadionie zorganizowano koncert Live Aid (wraz z koncertem na stadionie Wembley w Londynie). Na amerykańskim Live Aid wystąpili m.in.: Bryan Adams, Madonna, Crosby, Stills and Nash, Tina Turner, Bob Dylan, Phil Collins (wcześniej grał na Wembley) oraz muzycy The Rolling Stones: Mick Jagger, Keith Richards i Ron Wood.
11 czerwca 1988 zorganizowano festiwal Monsters of Rock, w którym wzięli udział: Van Halen, Scorpions, Dokken, Metallica i Kingdom Come.
19 września 1988 zorganizowano ostatni zbiorowy koncert na rzecz pomocy ludzkości przez Amnesty International. W koncercie udział wzięli: Sting, Peter Gabriel, Bruce Springsteen z zespołem The E Street Band, Tracy Chapman, Youssou N’Dour i Joan Baez.
18 lipca 1993 odbył się tu koncert festiwalu muzyki alternatywnej Lollapalooza. Wystąpiły zespoły Alice in Chains, Babes in Toyland, Primus, Rage Against the Machine oraz Tool.
Prawdopodobnie ostatnim koncertem na obiekcie był koncert Bruce’a Hornsby’ego z zespołem The Range. W 2010 ten koncert został wydany na CD i DVD.

## Zamknięcie i zburzenie stadionu
Sześć dni po Grateful Dead w 1989 uznano, że stadion jest niebezpieczny ze względu na zagrożenie pożarowe i rozpadającą się konstrukcję i go zamknięto. 23 września 1992 r. stadion został zburzony. 18 lipca 1993 r. w miejscu stadionu zorganizowano festiwal Lollapalooza. Obecnie w miejscu stadionu stoi Wells Fargo Center.